# Helixanthera balansae
Helixanthera balansae är en tvåhjärtbladig växtart som beskrevs av Danser. Helixanthera balansae ingår i släktet Helixanthera och familjen Loranthaceae. Inga underarter finns listade i Catalogue of Life.